# Schlacht bei Tolentino
Die Schlacht bei Tolentino wurde zwischen dem 2. und 3. Mai 1815 in der Nähe von Tolentino in der italienischen Region Marken ausgetragen. Sie war die entscheidende Schlacht im Österreichisch-Neapolitanischen Krieg zwischen dem napoleonischen Königreich Neapel, regiert von Joachim Murat, und dem Kaisertum Österreich. Die Schlacht hat einige Parallelen zur Schlacht von Waterloo. Beide fanden während der Herrschaft der Hundert Tage nach Napoleons Rückkehr aus dem Exil statt und endeten mit einem entscheidenden Sieg der antinapoleonischen Koalition, was zu einer Wiederherstellung der Herrschaft der Bourbonen führte.

## Hintergrund
Ende April 1815 sah sich Joachim Murat mit zwei vorrückenden österreichischen Korps konfrontiert, eines unter dem Kommando von General Vinzenz Ferrerius von Bianchi, das andere unter dem Kommando von General Adam Albert von Neipperg, welche die Neapolitaner Richtung Ancona zurückdrängten. Die beiden österreichischen Korps waren jedoch durch das Apenningebirge getrennt worden, und Murat hoffte nun, zuerst Bianchis Korps schlagen zu können, bevor er sich dem weiter westlich stehenden von Neipperg zuwandte. Sein Plan war damit ähnlich dem Napoleons in Waterloo, der auch zuerst die Briten und danach die Preußen besiegen wollte.
Murat plante, Bianchi in der Nähe der Stadt Tolentino zu stellen. Er ließ eine kleine Streitmacht unter General Carrascosa zurück, um Neipperg aufzuhalten, und marschierte mit seiner Hauptstreitmacht Bianchi entgegen. Jedoch war es einer Vorausabteilung ungarischer Husaren bereits am 29. April gelungen, die kleine neapolitanische Garnison von Tolentino zu überrennen. Da nun bereits ein österreichischer Vorposten in Tolentino etabliert war, musste Murats Armee nordöstlich von Macerata lagern. Bianchi wiederum erkannte Murats Vorhaben und beschloss, Murat so lange wie möglich hinzuhalten. Die Österreicher errichteten eine Verteidigungslinie mit dem Turm von San Catervo als Zentrum und weiteren Truppen in den Schlüsselstellungen bei der Burg Rancia, der Kirche von Maestà und bei San Giuseppe. Murat war dadurch zum Angriff gezwungen, und so prallten die beiden Armeen schließlich am 2. Mai aufeinander.

## Schlacht
Die Schlacht begann bei Morgendämmerung mit einem Artilleriebeschuss beider Seiten des Tals, welches Richtung Norden nach Sforzacosta führt. Obwohl die Österreicher sich bereits um Tolentino aufgestellt hatten, schaffte Murat es dennoch, sie zu überraschen. Gleich zu Beginn gelang es neapolitanischen Truppen, in der Nähe von Sforzacosta General Bianchi zu umzingeln und gefangen zu nehmen. Jedoch wurde der General kurz danach von einem Regiment ungarischer Husaren wieder befreit. Mitte des Morgens konzentrierte sich die neapolitanische Armee dann auf die Gegend um Pollenza, was dort zu heftigen Kämpfen führte. Im Tagesverlauf stand schließlich die österreichische Stellung bei der Burg Rancia im Zentrum der Kampfhandlungen und wechselte mehrmals den Besitzer. Am Ende des Tages war es der neapolitanischen Armee trotz Überlegenheit und kleinerer Gebietsgewinne, unter anderem den Monte Milone, nicht gelungen, die Österreicher aus ihren guten Verteidigungspositionen zu vertreiben. 
Am 3. Mai verzögerte Nebel den Beginn der Schlacht bis ca. 7:00 Uhr. Der Tag begann gut für Murat, da es die neapolitanische Armee endlich schaffte, die Burg Rancia einzunehmen und auch die Hügel von Cantagallo. Aus diesen Positionen starteten die Neapolitaner weitere Angriffe auf die österreichischen Stellungen. Zwei neapolitanische Infanteriedivisionen, eine davon Murats Gardedivision, griffen vom Monte Milone herab die linke Flanke der Österreicher an. Den Neapolitanern unterlief dabei jedoch der Fehler, sich in Karrees zu formieren, da sie einen kavalleristischen Gegenangriff befürchteten, der jedoch nicht stattfand. Die österreichische Infanterie nahm diese Karrees unter heftiges Gewehrfeuer, unterstützt durch starken Artilleriebeschuss. Inzwischen war es General Mohr an der rechten Flanke gelungen, die Angriffe der Neapolitaner zu stoppen, und so ging die gesamte neapolitanische Armee schließlich wieder auf Pollenza zurück. Die Schlacht war noch immer nicht entschieden, und Murat bekam nun Nachricht, dass Neipperg die Streitmacht von General Carrascosa in der Schlacht von Scapezzano besiegt hatte und sich näherte. Zusätzlich erhielt er die falsche Nachricht, dass die britische Flotte im Süden Italiens eine sizilianische Armee gelandet hätte, die nun seinen Rückzugsweg bedrohte. Murat wusste allerdings nicht, dass die britische Flotte tatsächlich gerade unterwegs war, um Neapel und Ancona zu blockieren. Da eine Niederlage unausweichlich schien, entschloss sich Murat zum Rückzug und beendete so die Schlacht. Murat ging auf Neapel zurück, doch mit den Österreichern, die sich von Land näherten, und den Briten von See hatte Murat keine andere Wahl, als verkleidet als dänischer Seemann nach Korsika zu flüchten. Die Schlacht von Tolentino war somit entscheidend gewesen, und bereits am 20. Mai wurde der Vertrag von Casalanza geschlossen, mit dem das Königreich beider Sizilien unter der Herrschaft von Ferdinand I. errichtet wurde.